# Capture du Paquete del Maule
Guerre hispano-sud-américaine (1865-1866)
Batailles
m
- Tomé
- Papudo
- Chiloé (1re)
- Abtao
- Chiloé (2e)
- Paquete del Maule
- Valparaíso
- Callao
- Tornado

La capture du Paquete de Maule est une opération navale espagnole en fin de la seconde expédition de Chiloé pendant la guerre hispano-sud-américaine. La frégate à hélices Blanca capture le bateau à roues à aubes chilien Paquete de Maule qui transporte des soldats chiliens.

## Antécédents
L'escadre espagnole chargée de la seconde expédition vers l'île de Chiloé, formée par la frégate blindée Numancia et la frégate à hélices Blanca, devait trouver et détruire l'escadre péruvo-chilienne qui se réfugiait dans ces eaux.
Lors du combat de Huite, les frégates espagnoles, voyant qu'elles ne pouvaient pas forcer l'entrée et que leurs adversaires n'avaient pas l'intention de quitter leur abri, ont décidé de mettre fin à la mission. 

## La capture
Sur le chemin du retour, dans le golfe d'Arauco, deux navires chiliens chargés de troupes, Independencia et Paquete de Maule se dirigeaient vers Montevideo. La frégate Blanca se met à poursuivre Paquete de Maule qui tente de rejoindre la pleine mer, le rattrape et lui donne l'ordre de s'arrêter. Il est capturé et les soldats sont faits prisonniers.

## Conséquences
Le navire est aussitôt incorporé à l'escadre espagnole du Pacifique et participe au bombardement de Valparaiso le 31 mars et à la bataille de Callao le 2 mai. Le 10, avant le départ des navires espagnols, le bateau à vapeur sera incendié et coulé près de l'île San Lorenzo, au large de Callao.